# Eter Askilashvili
Eter Askilashvili (en georgiano: ეთერ ასკილაშვილი, 18 de octubre de 2003) es una deportista georgiana que compite en judo. En los Juegos Europeos de Cracovia 2023 consiguió una medalla de oro en la prueba de equipo mixto.

## Palmarés internacional
| Juegos Europeos | Juegos Europeos         | Juegos Europeos | Juegos Europeos |
| Año             | Lugar                   | Medalla         | Categoría       |
| --------------- | ----------------------- | --------------- | --------------- |
| 2023            | Krynica-Zdrój (Polonia) | Medalla de oro  | Equipo mixto    |